# 크리스 멜러댄드리
크리스 멜러단드리(영어: Chris Meledandri, 영어 발음: /mɛləˈdɑːndri/, 1959년 5월 15일 ~ )는 미국의 영화 프로듀서이며, 애니메이션 영화 제작사 일루미네이션 엔터테인먼트의 창립자이자 현 CEO이다. 일루미네이션을 경영하면서 《슈퍼배드》(2010), 《미니언즈》(2015), 《마이펫의 이중생활》(2016) 등의 히트작들을 기획하였다.

## 연출 작품 목록

### 영화
| 연도 | 제목               | 원제                           | 감독                     | 비고 |
| ---- | ------------------ | ------------------------------ | ------------------------ | ---- |
| 2010 | 슈퍼배드           | Despicable Me                  | 피에르 코팽, 크리스 르노 |      |
| 2011 | 바니 버디          | Hop                            | 팀 힐                    |      |
| 2012 | 로렉스             | The Lorax                      | 크리스 르노              |      |
| 2013 | 슈퍼배드 2         | Despicable Me 2                | 피에르 코팽, 크리스 르노 |      |
| 2015 | 미니언즈           | Minions                        | 피에르 코팽, 카일 밸다   |      |
| 2016 | 마이펫의 이중생활  | The Secret Life of Pets        | 크리스 르노, 얘로 체니   |      |
| 2016 | 씽                 | Sing                           | 가스 제닝스              |      |
| 2017 | 슈퍼배드 3         | Despicable Me 3                | 피에르 코팽, 카일 밸다   |      |
| 2018 | 그린치             | How the Grinch Stole Christmas | 피터 캔들랜드, 얘로 체니 |      |
| 2019 | 마이펫의 이중생활2 | The Secret Life of Pets 2      |                          |      |
| 2021 | 미니언즈 2         | Minions: The Rise of Gru       | 카일 밸다                |      |